# Lucina da Costa Gomez-Matheeuws
Lucina Elena da Costa Gomez-Matheeuws (5 de abril de 1929 – Willemstad, 7 de enero de 2017) fue una política de las Antillas Neerlandesas.
Perteneció al Partido Nacional del Pueblo de Curazao. Se desempeñó como primera ministra brevemente en agosto de 1977, siendo la primera mujer en ejercer el cargo. Su esposo, Moises Frumencio da Costa Gomez, había ocupado el cargo anteriormente. Previamente, entre 1970 y 1977 fue ministra de salud y medio ambiente; y de bienestar, juventud, deportes, cultura y recreación. En 1977 también fue ministra de asuntos generales.
También integró el parlamento de las Antillas Neerlandesas y el consejo de la isla de Curazao.
Da Costa Gomez-Matheeuws falleció el 7 de enero de 2017 a los 87 años.